# Zhang Lin
Zhang Lin (pinyin:Zhāng Lín, född 6 januari 1987 i Peking) är en kinesisk simmare. Han är Kinas mest framgångsrika manliga simmare. 
Zhang Lin började att simma vid 6-årsåldern och är Kinas snabbaste frisimmare. Han valdes till det nationella laget 2002. I VM i långbanesimning 2003 slutade han 8:a och var den enda kinesiska manliga simmaren som kom till final. I de kinesiska nationella spelen 2005 slog han nytt kinesiskt rekord i 400 m frisim. Zhangs silvermedalj från de olympiska sommarspelen 2008 är Kinas bästa OS-medalj inom simning för män. 
År 2007 tilläts Lin som förste kinesiske simmaren någonsin att träna utanför Kinas gränser. Detta efter att han fått australiern Denis Cotterell (som tidigare tränat Grant Hackett) som ny tränare.
Vid världsmästerskapen 2009 i Rom på 800 m frisim tog Lin guld på ny rekordtid och blev samtidigt den förste kinesiske simmare att slå ett världsrekord på 49 år.
Zhang Lin tränas idag av Zhang Yadong och Chen Yinghong.